# Procle de Laodicea
Procle de Laodicea, de vegades també Proculeu (llatí: Proclus, Proculeius) fill de Temison, fou hierofanta de Laodicea a Síria. A l'enciclopèdia bizantina Suides es mencionen quatre obres seves:
- Θεολογία (Teologia)
- Εἰστὴν παρ' ̔Ησιόδῳ τη̂ς Πανδώρας μυ̂θον (Sobre el mite de Pandora)
- Εἰς τὰ χρυσα̂ ἔπη
- Εἰς τὴν Νικομάχου εἰσαγωγὴν τη̂ς ἀριθμητικη̂ς